# Nicolás Scarpino
Nicolás Gustavo Scarpino (Lomas de Zamora, provincia de Buenos Aires; 1 de diciembre de 1972) es un actor argentino.

## Carrera
Con sólo cuatro años, logró convencer a sus padres para poder participar en Cantaniño cuenta un cuento, donde fue seleccionado en primer lugar para pertenecer al coro. Integró el grupo infantil Agüita clara, poco después se hizo solista. A los 13 años, comienza a estudiar teatro en la escuela de Irma Roy, con Manuel Maccarini e Isaac Eisen. Luego en la escuela de Raúl Serrano. Tras algún tiempo, gana un casting para hacer un comercial de chicles Bubbaloo, le siguió una propaganda para hojas Rivadavia. Con mucha paciencia Nicolás esperaba que llegara su momento, pero no fue hasta el año 1994 cuando la primera actriz Lydia Lamaison, se lo recomienda a Enrique Torres, que pone en sus manos al completo personaje Willie en la telenovela Nano.
Luego de este primer destello su figura comenzó a hacerse frecuente en la pantalla, marcando pautas en el mediometraje "Salimos a las 5" con el personaje de Ricky, en el filme "Bajo bandera" (ganando el Premio Cóndor de Plata como "Revelación Masculina"), y en 1999 presentándose como Paco o el flaco en la producción "Tres veranos". La primera pieza que interpretó en teatro fue Perdidos en Yonkers, una obra escrita por Neil Simon.
Recorriendo este campo llega a actuar en "Confesiones del pene", saliéndose con este montaje de la Argentina, para ir a trabajar tres meses en Barcelona, y luego seis en Madrid, además de permitirle hacer una gira por algunos países de Latinoamérica. En el año 2001 realiza la película "Vacaciones en la tierra" con el papel de Astar Sheran. Sin duda es muy importante en su carrera el personaje de Ernesto, un típico gay de la actualidad, que interpretado en "Sin Código", invita a un espacio de risa y relajación, donde los espectadores lo reciben de una forma positiva en un novedoso y diferente rostro.
Actualmente se luce en "Casa Valentina".

## Vida personal
En 2015 contrajo matrimonio con Sergio Paglini, después de seis años de relación.

## Televisión
| Televisión | Televisión                          | Televisión                                          | Televisión |
| Año        | Título                              | Personaje                                           |            |
| ---------- | ----------------------------------- | --------------------------------------------------- | ---------- |
| 1982       | Cortito y feliz                     |                                                     |            |
| 1993       | Jugate conmigo                      |                                                     |            |
| 1994       | Nano                                | Guillermo 'Willy' Simonetti-Espada Del Molino López |            |
| 1995       | La hermana mayor                    |                                                     |            |
| 1996       | Como pan caliente                   |                                                     |            |
| 1996       | Gino                                |                                                     |            |
| 1997-1998  | De corazón                          |                                                     |            |
| 1998       | Lo dijo papá                        |                                                     |            |
| 1999-2000  | Cabecita                            | Rata                                                |            |
| 2001       | Culpables                           | Matías                                              |            |
| 2004       | Jesús, el heredero                  | Ramón                                               |            |
| 2005       | El patrón de la vereda              | Mario                                               |            |
| 2005       | Sin código                          | Ernesto                                             |            |
| 2007       | Los cuentos de Fontanarrosa         | Favio                                               |            |
| 2008       | Por amor a vos                      | Hipólito Iribarren                                  |            |
| 2011       | Sr. y Sra. Camas                    | Emanuel Bustillos                                   |            |
| 2011       | Vindica                             | Norberto                                            |            |
| 2012       | Los Únicos                          | Elvis Llano                                         |            |
| 2012       | La pelu 1.ª temporada.              | Nico Scarpe                                         |            |
| 2013       | La pelu 2.ª temporada.              | Narciso                                             |            |
| 2016       | Pura vida, cada día (magazine)      | Conducción                                          |            |
| 2021       | El challenge, desafío de estilistas | Participante                                        |            |

## Cine
| Cine | Cine                         | Cine                      | Cine |
| Año  | Título                       | Personaje                 |      |
| ---- | ---------------------------- | ------------------------- | ---- |
| 1979 | Cantaniño cuenta un cuento   |                           |      |
| 1992 | Un camino para dos           |                           |      |
| 1993 | Salimos a las 5              | Ricky                     |      |
| 1997 | Bajo bandera                 | Rosen                     |      |
| 1998 | Vendado y frío               | Damián Lore               |      |
| 1999 | Tres veranos                 | Paco, "El Flaco"          |      |
| 2000 | No muertos                   | el Sacerdote              |      |
| 2000 | Vacaciones en la tierra      | Astar Sheran              |      |
| 2001 | El retrato de Felicitas      | Samuel Sáenz Valiente     |      |
| 2006 | 31                           | Sergio                    |      |
| 2007 | El frasco                    | Empleado estación La Lola |      |
| 2008 | Algún lugar en ninguna parte | Poyo                      |      |
| 2010 | Érase una vez la Argentina   |                           |      |
| 2014 | Amapola                      | Lalo                      |      |
| 2021 | Nocturna                     | Carlos                    |      |
| 2022 | Granizo                      | Maxi                      |      |

## Teatro
| Teatro    | Teatro                             | Teatro            | Teatro                              | Teatro           | Teatro                                   |
| Año       | Obra                               | Personaje         | Dirección                           | Producción       | País                                     |
| --------- | ---------------------------------- | ----------------- | ----------------------------------- | ---------------- | ---------------------------------------- |
| 1977-1980 | Cantaniño 2,3,4                    |                   | T. Derose                           |                  | Bandera de Argentina                     |
| 1991      | Blanco, Negro, Blanco              |                   | H. Aguilar                          |                  | Bandera de Argentina                     |
| 1992      | El Dios de los Pájaros             |                   | H. Aguilar                          |                  | Bandera de Argentina                     |
| 1993-1994 | Perdidos en Yonkers                |                   | China Zorrilla                      |                  | Bandera de Argentina                     |
| 1995      | Peter Pan                          |                   | M. Sagasti                          |                  | Bandera de Argentina                     |
| 1996-1999 | Cabildo mágico                     |                   | A. Oliver                           |                  | Bandera de Argentina                     |
| 1998-1999 | Otra noche en Broadway             |                   | A. Oliver                           |                  | Bandera de Argentina                     |
| 1999      | En mi cuarto… Blancanieves         |                   | A. Básalo                           |                  | Bandera de Argentina                     |
| 1999      | Rew                                |                   | A. Básalo                           |                  | Bandera de Argentina                     |
| 2001      | Grease                             |                   | R. Cuello                           |                  | Bandera de Argentina                     |
| 2002-2003 | Confesiones del pene               |                   | Luis Rossini                        |                  | Bandera de Argentina · Bandera de España |
| 2004      | Aplausos                           |                   | Alicia Zanca                        |                  | Bandera de Argentina                     |
| 2005      | Revista Nacional                   |                   | Manuel González Gil                 |                  | Bandera de Argentina                     |
| 2006      | Marido 4 x 4                       |                   | Emilio Dissi                        |                  | Bandera de Argentina                     |
| 2006-2007 | Sweet Charity                      |                   | Enrique Federman, Gerardo Gardelin  | DG Entertainment | Bandera de Argentina                     |
| 2007      | Teatro X la identidad - lo perdido |                   |                                     |                  | Bandera de Argentina                     |
| 2007      | La hermosa gente                   |                   |                                     |                  | Bandera de Argentina                     |
| 2007-2008 | Dinero fácil (Money Money)         |                   | Carlos Moreno                       |                  | Bandera de Argentina                     |
| 2009      | El principito                      |                   | Lía Jelin                           |                  | Bandera de Argentina                     |
| 2009      | Poder se puede                     | Damián            | Marcelo Cosentino                   |                  | Bandera de Argentina                     |
| 2010      | Los 39 escalones                   | Varios Personajes | Manuel González Gil                 | Javier Faroni    | Bandera de Argentina                     |
| 2012-2013 | La dama de negro                   |                   | Manuel González Gil                 | Javier Faroni    | Bandera de Argentina                     |
| 2014      | Se infiel sin mirar con quien      |                   | Carlos Olivieri                     | Javier Faroni    | Bandera de Argentina                     |
| 2015      | Stravaganza                        | Varios Personajes | Manuel González Gil                 | Javier Faroni    | Bandera de Argentina                     |
| 2015      | Los 39 escalones                   | Varios Personajes | Manuel González Gil                 | Javier Faroni    | Bandera de Argentina                     |
| 2016      | Casa Valentina                     |                   | José María Muscari                  | Javier Faroni    | Bandera de Argentina                     |
| 2018-2019 | Chorros                            |                   | Manuel González Gil                 | Javier Faroni    | Bandera de Argentina                     |
| 2019      | Siete años                         |                   |                                     | Nelson Valente   | Bandera de Argentina                     |
| Dirección |                                    |                   |                                     |                  |                                          |
| Año       | Título                             | Género            | Producción                          |                  |                                          |
| 2019      | La Lechuga                         | Comedia Dramática | Juan Cruz Cielli y Fercho Domínguez |                  |                                          |
| 2019      | El Show de los Cuernos             | Comedia           | Javier Faroni                       |                  |                                          |
| 2019-2021 | Un estreno o un velorio            | Comedia musical   | Flavio Mendoza y Nicolás Scarpino   |                  |                                          |